# 巴里のイザベル
『巴里のイザベル』（パリのイザベル）は、1979年4月19日から同年7月12日までに東京12チャンネル（現・テレビ東京）で放送されたテレビアニメ。全13話で30分1話。『野ばらのジュリー』に続く「キリン名曲ロマン劇場」の第二作目である。パリ・コミューンとパリの社交界をベースとしたイザベルという名の少女が戦乱の中で生きていく物語を描く。

## ストーリー
1870年、フランスの首都パリ。15歳の富豪令嬢イザベルは念願の社交界デビューを果たすが、そこへ普仏戦争でのフランス軍の敗北の悲報が届く。フランス第二帝政は崩壊し、パリは大混乱に陥る。臨時政府の首班となった有力国会議員ティエールは己の財産を堅守するため、戦勝したプロイセン王国と売国的とも言える休戦協定を結ぶ。ティエール政権の所業に多くのパリ市民が義憤を抱き、母国の自由を取り戻す戦いに加わろうと立ち上がり、パリ・コミューンが結成される。イザベルもまた男装してコミューンに加わり、パリを占領したプロイセン軍やティエール政権との闘いに身を投じるのだった...

## 登場人物
イザベル・ロスタン
声 - 小山まみ
パリの富豪地主・ロスタン家の令嬢。容姿端麗な美少女だが男勝りの気丈な性格。
ジュネビェーブ・ロスタン
声 - 松金よね子
イザベルの姉。妹とは正反対の性格。婚約者のある身でジュールと恋に落ち、父から勘当される。
ジャン
声 - 三ツ矢雄二
イザベルの幼なじみで貴族の御曹司。イザベルに恋心を抱くが相手にしてもらえない。
マリー・ロスタン
声 - 瀬能礼子
イザベル、アンドレイア、ジュネビエーブの母。
ティエール
声 - 沢りつお
有力政治家。帝政崩壊後のフランス臨時政府の首班。自身の権益の保持を図る一方で政治的野心に燃える。
黄緑色の奇怪な風貌で描かれ、悪の黒幕である事が強調されている。
アンドレイア・ロスタン
声 - 市川治
ジュネビエーブ、イザベルの兄。ロスタン家の嫡男。
ビクトル
声 - 曽我部和恭
ジュネビエーブの婚約者。フランス陸軍大尉。
レオン・ロスタン
声 - 辻村真人
ロスタン家当主、イザベル、アンドレイア、ジュネビエーブの父。
ジュール
声 - 安原義人
ピアノ教師、ジュネビエーブから淡い想いを寄せられる。
ガンベッタ
声 - 梶哲也
臨時政府の将軍。市民派。
イルマ
声 - 火野カチコ
ナレーター
声 - 稲垣美穂子

## スタッフ
- 企画：丹野雄二（ダックスインターナショナル）
- プロデューサー：江津兵太（東京12チャンネル）、丹野雄二
- チーフディレクター：早川啓二
- 脚本：首藤剛志
- 監督：葉方丹
- キャラクターデザイン：福田皖
- オープニング：北島信幸
- 美術監督：宮川一男
- 美術設定：みに・のあ
- 音楽：松下功
- 撮影：ティ・ニシムラ
- 編集：松本高行、雑賀道子
- タイトル：笹原健
- タイトル文字：神プロダクツ
- 録音：石井佑貴生
- 選曲：茶畑三男
- 効果：今野康之（スワラプロダクション）
- 録音スタジオ：映広音響
- 現像所：東京現像所
- 担当プロデューサー：佐藤智子、小藤坦
- 制作担当：石原れい子、高山幸直
- 製作進行：大塚敏徳
- 製作協力：童話舎、アニメ・シティー
- 挿入曲：ビクターレコード
- 製作：東京12チャンネル、ダックスインターナショナル

## 主題歌
オープニングテーマ - 「幻想即興曲 ハ短調」
作曲 - フレデリック・ショパン

## 放映リスト
| 話 | サブタイトル               | コンテ     | 演出     | 作画監督 | 放映日         |
| -- | -------------------------- | ---------- | -------- | -------- | -------------- |
| 1  | 15歳、私がレディーになる日 | 早川啓二   | 榎本高二 | 福田皖   | 1979年 4月19日 |
| 2  | 二つの愛の谷間で           | 寺田憲史   | 寺田憲史 | 福田皖   | 4月26日        |
| 3  | 決闘の日、愛する人は       | 柳弘通     | 榎本高二 | 北島信幸 | 5月3日         |
| 4  | ベルサイユへの道           | 寺田憲史   | 寺田憲史 | 福田皖   | 5月10日        |
| 5  | 大空へ熱気球の脱出         | 沼尻東     | 安濃高志 | 北島信幸 | 5月17日        |
| 6  | 兄、戦死のしらせ           | 柳弘通     | 寺田憲史 | 福田皖   | 5月24日        |
| 7  | いま、美人剣士の誕生       | こうたつま | 安濃高志 | 北島信幸 | 5月31日        |
| 8  | 謎のコウモリ団の出現       | 寺田憲史   | 寺田憲史 | 福田皖   | 6月7日         |
| 9  | 夜霧に燃えた愛             | 榎本高二   | 榎本高二 | 北島信幸 | 6月14日        |
| 10 | 戦場に咲いた恋             | 寺田憲史   | 寺田憲史 | 福田皖   | 6月21日        |
| 11 | 母を殺した戦争がにくい     | 早川啓二   | 安濃高志 | 北島信幸 | 6月28日        |
| 12 | 真昼のダンスパーティー     | 寺田憲史   | 寺田憲史 | 福田皖   | 7月5日         |
| 13 | 新しい人生への旅立ち       | 早川啓二   | 榎本高二 | 北島信幸 | 7月12日        |

## 放送局
| 放送期間（または、放送体制） | 放送時間           | 放送局           | 対象地域   | 備考           |
| ---------------------------- | ------------------ | ---------------- | ---------- | -------------- |
| 1979年4月19日 - 7月12日      | 木曜 19:30 - 20:00 | 東京12チャンネル | 関東広域圏 | 現・テレビ東京 |
| 遅れネット                   | 月曜 19:30 - 20:00 | KBS京都          | 京都府     |                |
|                              | 水曜 19:00 - 19:30 | サンテレビ       | 兵庫県     |                |

## DVD-BOX
- キリン名曲ロマン劇場「巴里のイザベル」DVD-BOX（デジソニック、2005年7月22日発売） ICDS-011